# Anomis texana
Anomis texana är en fjärilsart som beskrevs av Riley. Anomis texana ingår i släktet Anomis och familjen nattflyn. Inga underarter finns listade i Catalogue of Life.